# Neel Jani

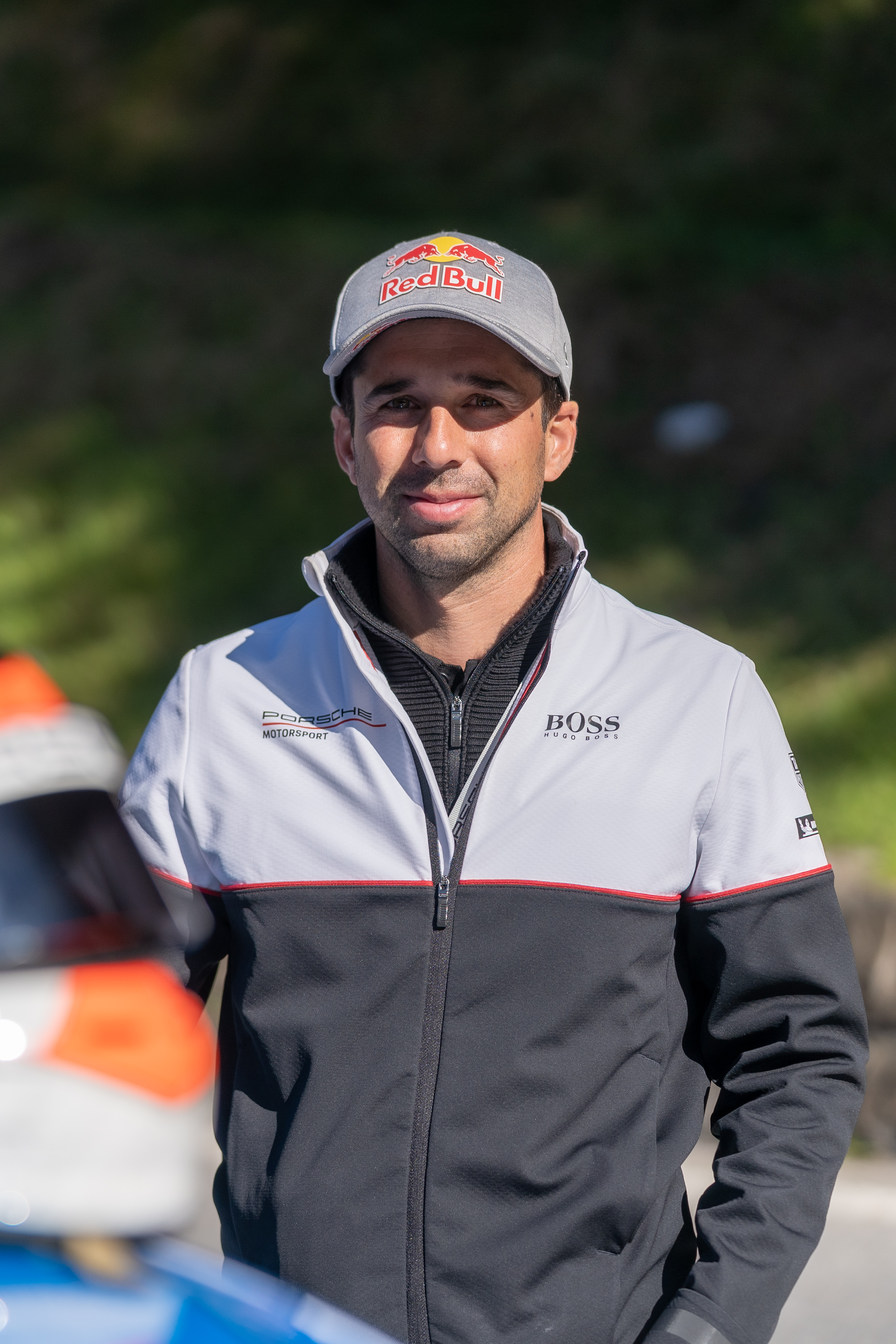
Neel Jani (2021)

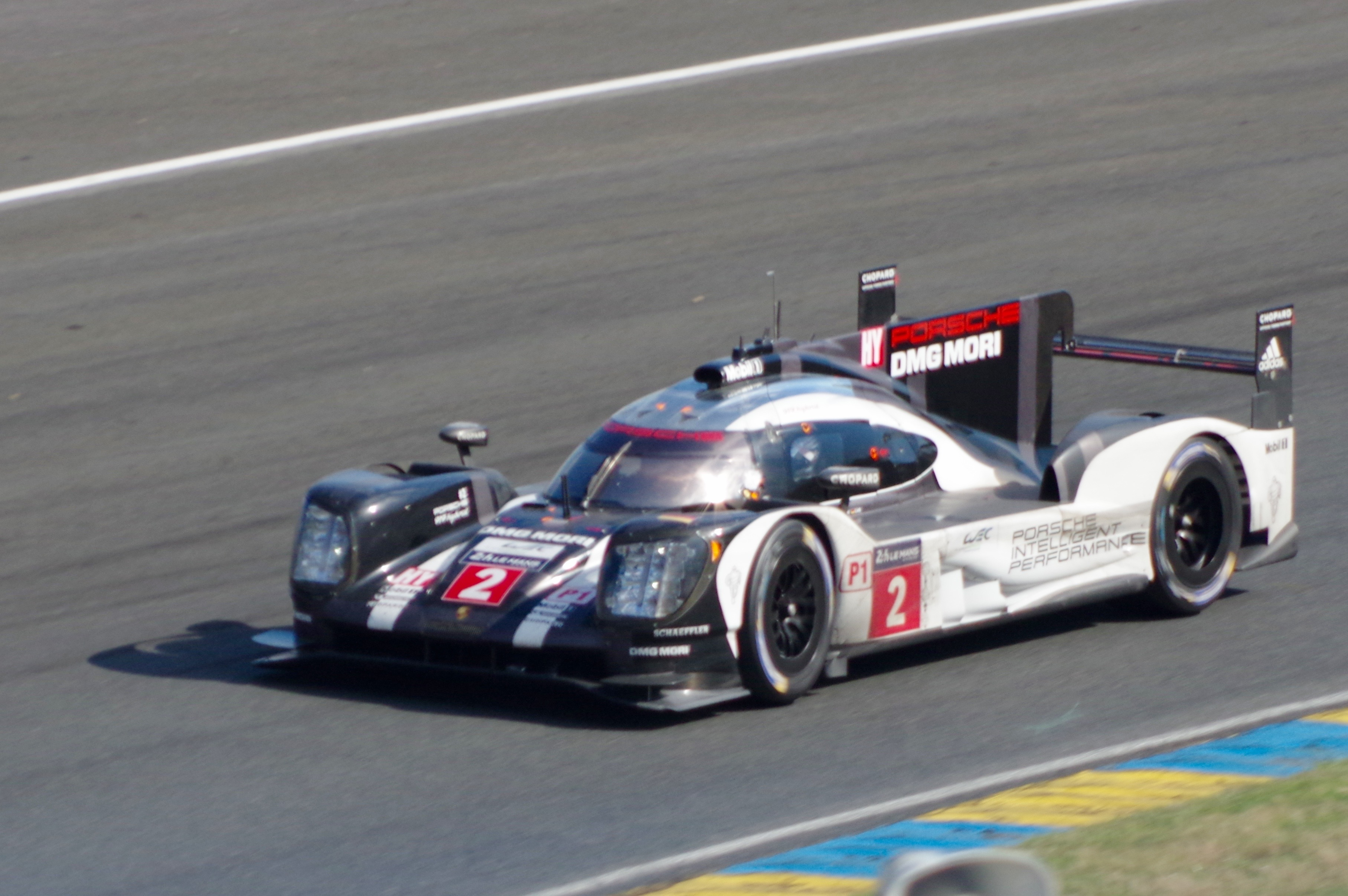
Porsche 919 Hybrid, der von Neel beim 24-Stunden-Rennen von Le Mans 2016 gefahrene Siegerwagen

Neel Jani (* 8. Dezember 1983 in Rorschach) ist ein indisch-schweizerischer Automobilrennfahrer. Von 2003 bis 2006 war er als Testfahrer in der höchsten Motorsportklasse Formel 1 beschäftigt. Seit 2009 fuhr er jedes Jahr bei den 24 Stunden von Le Mans und erreichte dabei 2016 den ersten Platz, nachdem der bis wenige Minuten vorher führende Toyota mit einem technischen Defekt ausgefallen war. Jani gewann gemeinsam mit Marc Lieb und Romain Dumas die FIA-Langstrecken-Weltmeisterschaft 2016.

## Karriere
Janis Karriere startete 1998 mit Kartfahren, was er zwei Jahre lang betrieb, bevor er 2000 in den Automobilsport einstieg. Im Rahmen der Schweizer Meisterschaft fuhr er in der neuen Formel Lista A junior. Mit acht Siegen in zwölf Rennen wurde er überlegener Meister. Am Ende dieser Saison bestritt er einen Lauf zur französischen Formel Renault, wo er mit vier Meisterschaftspunkten erneut sein Talent zeigte. 2001 fuhr er beim italienischen Team DG Racing in der Formel Renault 2000 in Italien und im Eurocup, war aber nicht zufrieden, was ihn zum Wechsel zum Schweizer Team Jenzer Motorsport bewog. Hier konnte er sich 2002 entfalten und erreichte die Vize-Europameisterschaft. Daraufhin wechselte er mit Jenzer 2003 in die Formel Renault V6, wo er ebenfalls Vize-Europameister wurde.
Er blieb bis 2004 in der Formel Renault V6, wechselte allerdings zum Team DAMS und belegte am Ende mit viel Pech nur den 4. Schlussrang. In Dubai bestritt er auf einem Lamborghini von DAMS auch ein Rennen zur FIA-GT-Meisterschaft. 2005 ging er dann in der GP2-Serie für das spanische Team Racing Engineering an den Start und wurde mit zwei Siegen Sechster im Gesamtklassement.
Jani war 2003 und 2004 Formel-1-Testfahrer bei Sauber-Petronas. Von Red Bull gefördert, bestritt er einige Testfahrten für das eigene Team Red Bull Racing, kurz RBR, und war als Testfahrer für 2006 vorgesehen. Nach der Verpflichtung von Robert Doornbos als Testfahrer bei RBR wurde Jani Test- und Ersatzfahrer von Red Bulls zweitem Formel-1-Team, der Scuderia Toro Rosso.
Jani repräsentierte in der Saison 2005/06 auch die Schweiz in der A1GP-Serie, errang einen Sieg und viele weitere Podestplatzierungen, die dem Schweizer Team den zweiten Schlussrang einbrachten. Da das F1-Testprogramm für 2007 drastisch reduziert wurde und es von nun an keine dritten Fahrer mehr bei GP-Veranstaltungen gab, wechselte Jani auf Wunsch von Red Bull in die amerikanische Champ-Car-Serie. Nach einer Saison bei den Champ Cars, die er, beim damals nicht gerade als Favoritenteam bekannten PKV-Racing-Rennstall unter Vertrag stehend, mit drei Podestplätzen auf Gesamtplatz 9 abschloss, wechselte er zurück in die A1GP-Serie und holte in der Saison 2007/08 mit 4 Siegen und 11 Podiumsplatzierungen sensationell den WM-Titel für die Schweiz. In der folgenden Saison lief es nur unwesentlich schlechter; am Ende musste sich das Team, nach vier Rennsiegen, allerdings mit der Vizemeisterschaft begnügen. Ausserdem nahm Jani am 24-Stunden-Rennen von Le Mans 2009 teil und wurde am Ende 12. in der LMP1-Klasse.
Von 2010 bis 2012 fuhr Jani für das Rebellion Racing-Team in der Langstreckenmeisterschaft (bis 2011 Le Mans Series, ab 2012 FIA-Langstrecken-Weltmeisterschaft).
Am 24. Juni 2013 gab Porsche bekannt, Neel Jani in den Kreis seiner Werksfahrer aufzunehmen. Dort wurde er von Timo Bernhard und Romain Dumas bei der Testarbeit unterstützt und sass ab der Saison 2014 am Steuer eines der beiden LMP1-Fahrzeuge. Janis mehrjähriger Vertrag bei Porsche begann am 1. Juli. Zusätzlich zu den Rennen mit dem Porsche 919 fuhr er 2013 und 2017 bei Rebellion Racing in der American Le Mans Series.
Jani erhielt zur Saison 2017/18 ein Stammcockpit bei Dragon Racing in der FIA-Formel-E-Meisterschaft. Da sich das Team beim Saisonauftakt in Hongkong als nicht konkurrenzfähig erwies, verliess es Jani bereits vor dem zweiten Event. Am Saisonende belegte er den 25. Platz der Gesamtwertung.
Seit 2023 fährt Neel Jani für das Team Proton Competition.

## Statistik

### GP2-Serie
| Saison | Teamname            | Startnummer | Rennen | Siege | Podiums | Polepositionen | Punkte | Meisterschaften |
| ------ | ------------------- | ----------- | ------ | ----- | ------- | -------------- | ------ | --------------- |
| 2005   | Super Nova          | 14          | 21     | 2     | 2       | 1              | 48     | 0               |
| 2006   | Arden International | 4           | 4      | 0     | 0       | 0              | 0      | 0               |

### Champ Car World Series
| Saison | Teamname   | Startnummer | Rennen | Siege | Podiums | Polepositionen | Punkte | Weltmeisterschaften |
| ------ | ---------- | ----------- | ------ | ----- | ------- | -------------- | ------ | ------------------- |
| 2007   | PKV Racing | 21          | 14     | 0     | 3       | 0              | 231    | 0                   |

### A1GP
| Saison  | Teamname        | Siege | Podiums | Polepositionen | Schnellste Runden | Punkte      | Weltmeisterschaften |
| ------- | --------------- | ----- | ------- | -------------- | ----------------- | ----------- | ------------------- |
| 2005/06 | A1 Team Schweiz | 1     | 11      | 2              | 1                 | 121         | 0                   |
| 2006/07 | A1 Team Schweiz | 1     | 1       | 1              | 0                 | 25 (von 50) | 0                   |
| 2007/08 | A1 Team Schweiz | 4     | 11      | 6              | 5                 | 168         | 1                   |
| 2008/09 | A1 Team Schweiz | 4     | 7       | 1              | 2                 | 95 (99)     | 0                   |

### Einzelergebnisse in der FIA-Formel-E-Meisterschaft
| Jahr    | Team          | 1   | 2   | 3   | 4   | 5   | 6   | 7   | 8   | 9   | 10  | 11  | 12  | Punkte | Rang |
| ------- | ------------- | --- | --- | --- | --- | --- | --- | --- | --- | --- | --- | --- | --- | ------ | ---- |
| 2017/18 | Dragon Racing | HKG | HKG | MAR | SAN | MEX | PUN | ROM | PAR | BER | ZÜR | NYC | NYC | 0      | 25.  |
| 2017/18 | Dragon Racing | 18  | 18  |     |     |     |     |     |     |     |     |     |     | 0      | 25.  |

| Legende                      | Legende       | Legende                                                                 |
| Farbe                        | Abkürzung     | Bedeutung                                                               |
| ---------------------------- | ------------- | ----------------------------------------------------------------------- |
| Gold                         | —             | Sieger                                                                  |
| Silber                       | —             | 2. Platz                                                                |
| Bronze                       | —             | 3. Platz                                                                |
| Grün                         | —             | Platzierung in den Punkten                                              |
| Blau                         | —             | Klassifiziert außerhalb der Punkteränge                                 |
| Violett                      | DNF           | Rennen nicht beendet                                                    |
| Violett                      | NC            | nicht klassifiziert                                                     |
| Rot                          | DNQ           | nicht qualifiziert                                                      |
| Schwarz                      | DSQ           | disqualifiziert                                                         |
| Weiß                         | DNS           | nicht am Start                                                          |
| Weiß                         | WD            | zurückgezogen                                                           |
| Weiß                         | C             | Rennen abgesagt                                                         |
| Blanko                       |               | nicht teilgenommen                                                      |
| Blanko                       | DNP           | gemeldet, aber nicht teilgenommen                                       |
| Blanko                       | INJ           | verletzt oder krank                                                     |
| Blanko                       | EX            | ausgeschlossen                                                          |
| sonstige Formate und Zeichen | P/fett        | Pole-Position                                                           |
| sonstige Formate und Zeichen | kursiv        | Schnellste Rennrunde (ab 2017/18: Schnellste Rennrunde der ersten Zehn) |
| sonstige Formate und Zeichen | unterstrichen | Führender in der Gesamtwertung                                          |
| sonstige Formate und Zeichen | °             | FanBoost                                                                |
| sonstige Formate und Zeichen | *             | nicht im Ziel, aufgrund der zurückgelegten Distanz aber gewertet        |
| sonstige Formate und Zeichen | ( )           | Streichresultat                                                         |

### Le-Mans-Ergebnisse
| Jahr | Team               | Fahrzeug           | Teamkollege         | Teamkollege     | Platzierung | Ausfallgrund |
| ---- | ------------------ | ------------------ | ------------------- | --------------- | ----------- | ------------ |
| 2009 | Speedy Racing Team | Lola B08/60        | Andrea Belicchi     | Nicolas Prost   | Rang 14     |              |
| 2010 | Rebellion Racing   | Lola B10/60        | Marco Andretti      | Nicolas Prost   | Ausfall     | Defekt       |
| 2011 | Rebellion Racing   | Lola B10/60        | Jeroen Bleekemolen  | Nicolas Prost   | Rang 6      |              |
| 2012 | Rebellion Racing   | Lola B12/60        | Nick Heidfeld       | Nicolas Prost   | Rang 4      |              |
| 2013 | Rebellion Racing   | Lola B12/60        | Nick Heidfeld       | Nicolas Prost   | Rang 39     |              |
| 2014 | Porsche Team       | Porsche 919 Hybrid | Romain Dumas        | Marc Lieb       | Rang 11     |              |
| 2015 | Porsche Team       | Porsche 919 Hybrid | Romain Dumas        | Marc Lieb       | Rang 5      |              |
| 2016 | Porsche Team       | Porsche 919 Hybrid | Romain Dumas        | Marc Lieb       | Gesamtsieg  |              |
| 2017 | Porsche LMP Team   | Porsche 919 Hybrid | Nick Tandy          | André Lotterer  | Ausfall     | kein Öldruck |
| 2018 | Rebellion Racing   | Rebellion R13      | Bruno Senna         | André Lotterer  | Rang 4      |              |
| 2019 | Rebellion Racing   | Rebellion R13      | Bruno Senna         | André Lotterer  | Rang 4      |              |
| 2021 | Porsche GT Team    | Porsche 991 RSR-19 | Michael Christensen | Kévin Estre     | Rang 22     |              |
| 2023 | Duqueine Team      | Oreca 07           | René Binder         | Nico Pino       | Rang 11     |              |
| 2024 | Proton Competiton  | Porsche 963        | Harry Tincknell     | Julien Andlauer | Rang 45     |              |
| 2025 | Proton Competiton  | Porsche 963        | Nicolás Varrone     | Nico Pino       | Rang 13     |              |

### Sebring-Ergebnisse
| Jahr | Team              | Fahrzeug           | Teamkollege        | Teamkollege      | Platzierung | Ausfallgrund  |
| ---- | ----------------- | ------------------ | ------------------ | ---------------- | ----------- | ------------- |
| 2011 | Rebellion Racing  | Lola B10/60        | Jeroen Bleekemolen | Nicolas Prost    | Rang 7      |               |
| 2012 | Rebellion Racing  | Lola B12/60        | Nick Heidfeld      | Nicolas Prost    | Rang 30     |               |
| 2013 | Rebellion Racing  | Lola B12/60        | Nick Heidfeld      | Nicolas Prost    | Rang 3      |               |
| 2017 | Rebellion Racing  | Oreca 07           | Nick Heidfeld      | Sébastien Buemi  | Ausfall     | Lichtmaschine |
| 2020 | Porsche GT Team   | Porsche 911 RSR-19 | Earl Bamber        | Laurens Vanthoor | Rang 13     |               |
| 2022 | Cadillac Racing   | Cadillac DPi V.R   | Earl Bamber        | Alex Lynn        | Gesamtsieg  |               |
| 2025 | Proton Competiton | Porsche 963        | Nico Pino          | Tristan Vautier  | Rang 6      |               |

### Einzelergebnisse in der FIA-Langstrecken-Weltmeisterschaft
| Saison  | Team                             | Rennwagen            | 1   | 2   | 3   | 4   | 5   | 6   | 7   | 8   | 9   |
| ------- | -------------------------------- | -------------------- | --- | --- | --- | --- | --- | --- | --- | --- | --- |
| 2012    | Rebellion Racing                 | Lola B12/60          | SEB | SPA | LEM | SIL | SAO | BAH | FUJ | SHA |     |
| 2012    | Rebellion Racing                 | Lola B12/60          | 30  | 5   | 4   | 6   | 4   | 4   | 4   | DNF |     |
| 2013    | Rebellion Racing                 | Lola B12/60          | SIL | SPA | LEM | SAO | AUS | FUJ | SHA | BAH |     |
| 2013    | Rebellion Racing                 | Lola B12/60          | 5   | 5   | 39  |     |     |     |     |     |     |
| 2014    | Porsche Team                     | Porsche 919 Hybrid   | SIL | SPA | LEM | AUS | FUJ | SHA | BAH | SAO |     |
| 2014    | Porsche Team                     | Porsche 919 Hybrid   | DNF | 4   | 11  | 4   | 4   | 3   | 2   | 1   |     |
| 2015    | Porsche Team                     | Porsche 919 Hybrid   | SIL | SPA | LEM | NÜR | AUS | FUJ | SHA | BAH |     |
| 2015    | Porsche Team                     | Porsche 919 Hybrid   | 2   | 2   | 5   | 2   | 12  | 2   | 2   | 1   |     |
| 2016    | Porsche Team                     | Porsche 919 Hybrid   | SIL | SPA | LEM | NÜR | MEX | AUS | FUJ | SHA | BAH |
| 2016    | Porsche Team                     | Porsche 919 Hybrid   | 1   | 2   | 1   | 4   | 4   | 4   | 5   | 4   | 6   |
| 2017    | Porsche Team                     | Porsche 919 Hybrid   | SIL | SPA | LEM | NÜR | MEX | AUS | FUJ | SHA | BAH |
| 2017    | Porsche Team                     | Porsche 919 Hybrid   | 3   | 4   | DNF | 2   | 2   | 2   | 3   | 3   |     |
| 2018/19 | Rebellion Racing                 | Rebellion R13        | SPA | LEM | SIL | FUJ | SHA | SEB | SPA | LEM |     |
| 2018/19 | Rebellion Racing                 | Rebellion R13        | DNF | 4   | 2   | 3   | 4   | DNF | 5   | 4   |     |
| 2021    | Porsche GT Team                  | Porsche 991 RSR      | SPA | POR | MON | LEM | BAH | BAH |     |     |     |
| 2021    | Porsche GT Team                  | Porsche 991 RSR      | 15  | 16  | 15  | 22  | 13  | 16  |     |     |     |
| 2023    | Duqueine Team Proton Competition | Oreca 07 Porsche 963 | SEB | POR | SPA | LEM | MON | FUJ | BAH |     |     |
| 2023    | Duqueine Team Proton Competition | Oreca 07 Porsche 963 |     |     |     | 11  | DNF | 9   | 10  |     |     |
| 2024    | Proton Competition               | Porsche 963          | KAT | IMO | SPA | LEM | SAO | AUS | FUJ | BAH |     |
| 2024    | Proton Competition               | Porsche 963          | 9   | DNF | 5   | 45  | 15  | 11  | 11  | 12  |     |
| 2025    | Proton Competition               | Porsche 963          | KAT | IMO | SPA | LEM | SAO | AUS | FUJ | BAH |     |
| 2025    | Proton Competition               | Porsche 963          | 15  | 14  | DNF | 13  | 10  |     |     |     |     |